# Cuspidaria ventricosa
Cuspidaria ventricosa är en musselart som beskrevs av Addison Emery Verrill och Katharine Jeanette Bush 1898. Cuspidaria ventricosa ingår i släktet Cuspidaria och familjen Cuspidariidae. Inga underarter finns listade i Catalogue of Life.